# Chang Yani
Chang Yani (en chino: 昌雅妮; Xiantao, 7 de diciembre de 2001) es una deportista china que compite en saltos de trampolín.
Participó en los Juegos Olímpicos de París 2024, obteniendo dos medallas, oro en trampolín 3 m sincro (junto con Chen Yiwen) y bronce en trampolín 3 m.
Ganó siete medallas en el Campeonato Mundial de Natación entre los años 2017 y 2024. En los Juegos Asiáticos consiguió tres medallas, oro en 2018 y oro y plata en 2022.

## Palmarés internacional
| Juegos Olímpicos   | Juegos Olímpicos    | Juegos Olímpicos  | Juegos Olímpicos     |
| Año                | Lugar               | Medalla           | Prueba               |
| ------------------ | ------------------- | ----------------- | -------------------- |
| 2024               | París (Francia)     | Medalla de oro    | Trampolín 3 m sincro |
| 2024               | París (Francia)     | Medalla de bronce | Trampolín 3 m        |
| Campeonato Mundial |                     |                   |                      |
| Año                | Lugar               | Medalla           | Prueba               |
| 2017               | Budapest (Hungría)  | Medalla de oro    | Trampolín 3 m sincro |
| 2022               | Budapest (Hungría)  | Medalla de oro    | Trampolín 3 m sincro |
| 2022               | Budapest (Hungría)  | Medalla de bronce | Trampolín 3 m        |
| 2023               | Fukuoka (Japón)     | Medalla de oro    | Trampolín 3 m sincro |
| 2023               | Fukuoka (Japón)     | Medalla de plata  | Trampolín 3 m        |
| 2024               | Doha (Catar)        | Medalla de oro    | Trampolín 3 m        |
| 2024               | Doha (Catar)        | Medalla de oro    | Trampolín 3 m sincro |
| Juegos Asiáticos   |                     |                   |                      |
| Año                | Lugar               | Medalla           | Prueba               |
| 2018               | Yakarta (Indonesia) | Medalla de oro    | Trampolín 3 m sincro |
| 2022               | Hangzhou (China)    | Medalla de oro    | Trampolín 3 m sincro |
| 2022               | Hangzhou (China)    | Medalla de plata  | Trampolín 3 m        |